# Neocrinus blakei
Neocrinus blakei is een zeelelie uit de familie Isocrinidae.
De wetenschappelijke naam van de soort werd in 1884 gepubliceerd door Philip Herbert Carpenter.